# Fiesta del Vítor

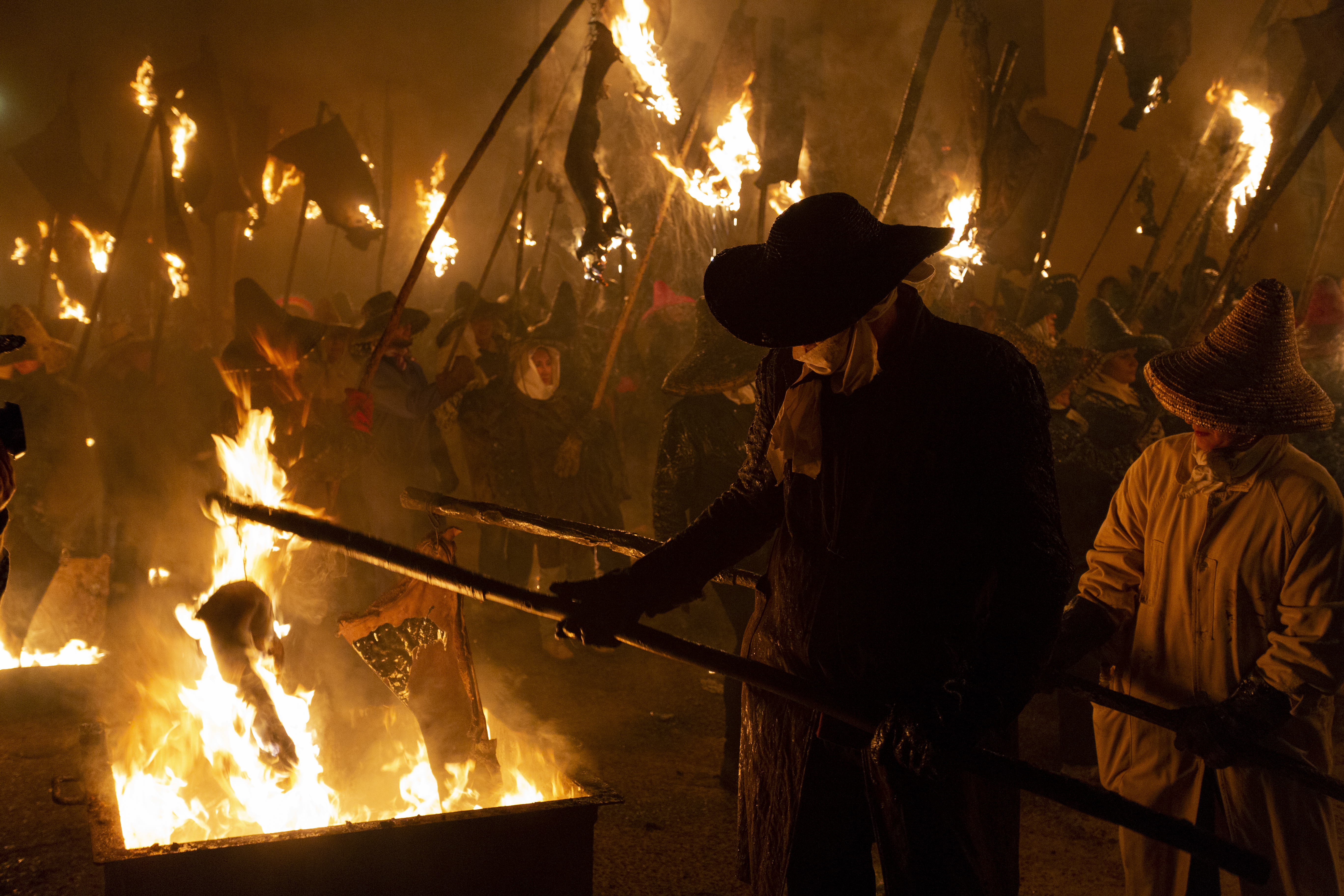
Momento de El Vítor de 2017

El Vítor, también conocido como Procesión Cívica "El Vítor", es una fiesta declarada de Interés Turístico Nacional que se celebra cada 27 de septiembre en Mayorga, un municipio de la provincia de Valladolid, en Castilla y León, España.
Se trata de una procesión cívica, que data del año 1650 cuando los vecinos de Mayorga recibieron la reliquia de Santo Toribio Alfonso de Mogrovejo, patrón de este pueblo iluminándole con antorchas,  puesto que en aquella época la iluminación eléctrica no existía. Hoy en día, los vecinos de Mayorga siguen saliendo a la calle con ropas de antaño, portando antorchas (en menor medida) o pellejos colgados de varales que se prenden con fuego. El fin de esta procesión es guiar al «Vítor» o estandarte hasta la Ermita de Santo Toribio, lugar donde nació el santo patrón.

## Historia
El 27 de septiembre de 1737, los vecinos de la localidad de Mayorga conmemoran la llegada de la reliquia de su patrón, Santo Toribio Alfonso de Mogrovejo a su pueblo natal, recibiéndole con antorchas.

## El Vítor o Estandarte

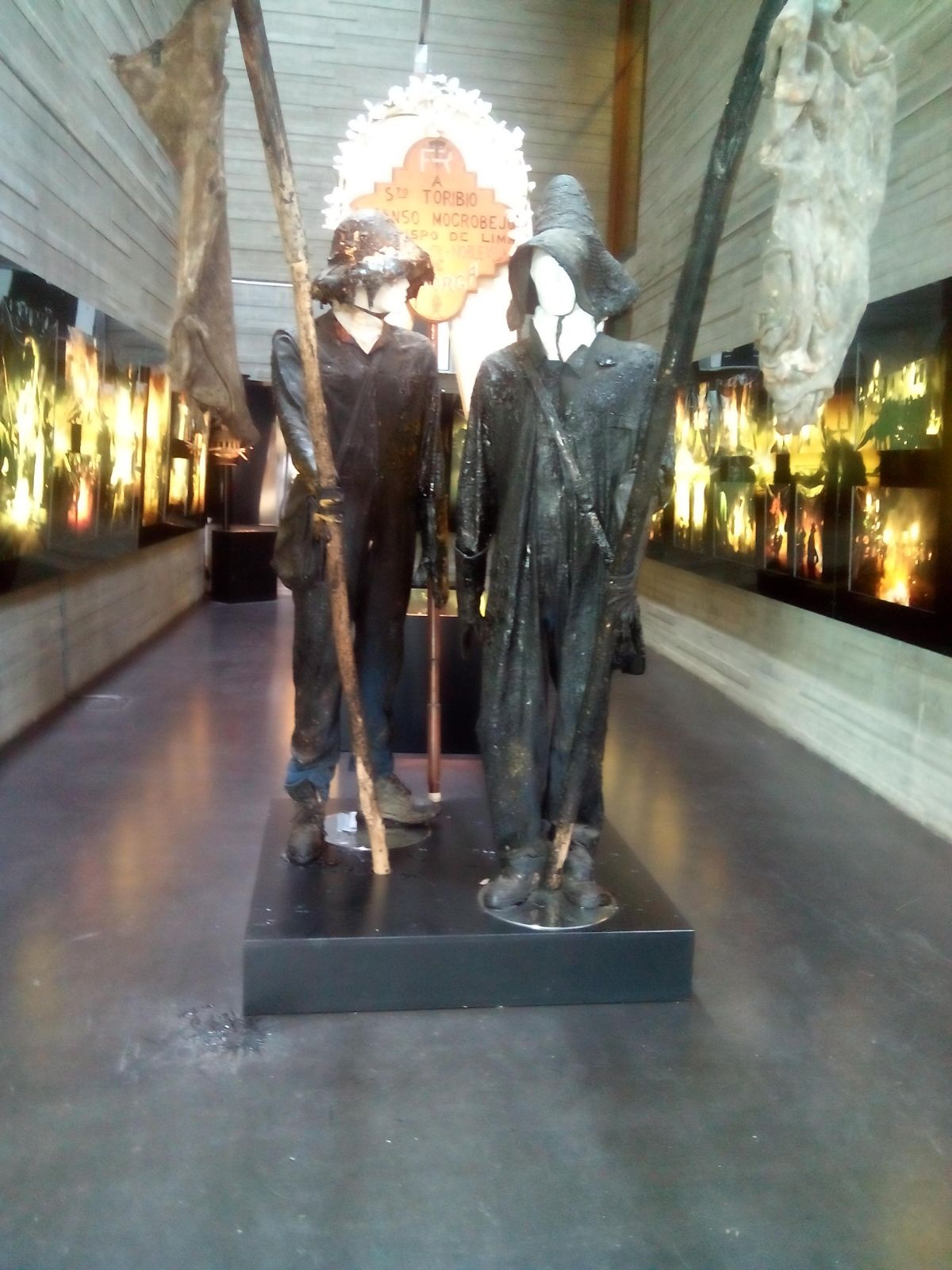
Réplica de la procesión del Vítor ubicada en el Museo del Pan de Mayorga

El Vítor hace referencia a un estandarte que el pueblo de Mayorga dedica a su santo. Fue por muchos años custodiado por Ángel García Fierro, y que ahora su hijo Ángel García Fierro ha heredado la tradición. En él se puede leer: «Santo Toribio Alfonso Mogrobejo, arzobispo de Lima, hijo de esta Itre y noble villa de Mayorga».
El preludio de este festejo comienza cada 26 de septiembre cuando los mayordomos de la Congregación del Vítor acompañan al Vítor con insignias hasta la Ermita de Santo Toribio. Este es el comienzo de las denominadas "vísperas" de las fiestas de Santo Toribio. El mismo 26 de septiembre por la noche a las 22:30 se celebra la quema del "cubo", como símbolo de las ciencias que Santo Toribio estudió: gramática, filosofía, geometría, astronomía, cosmografía y jurisprudencia.

## La indumentaria

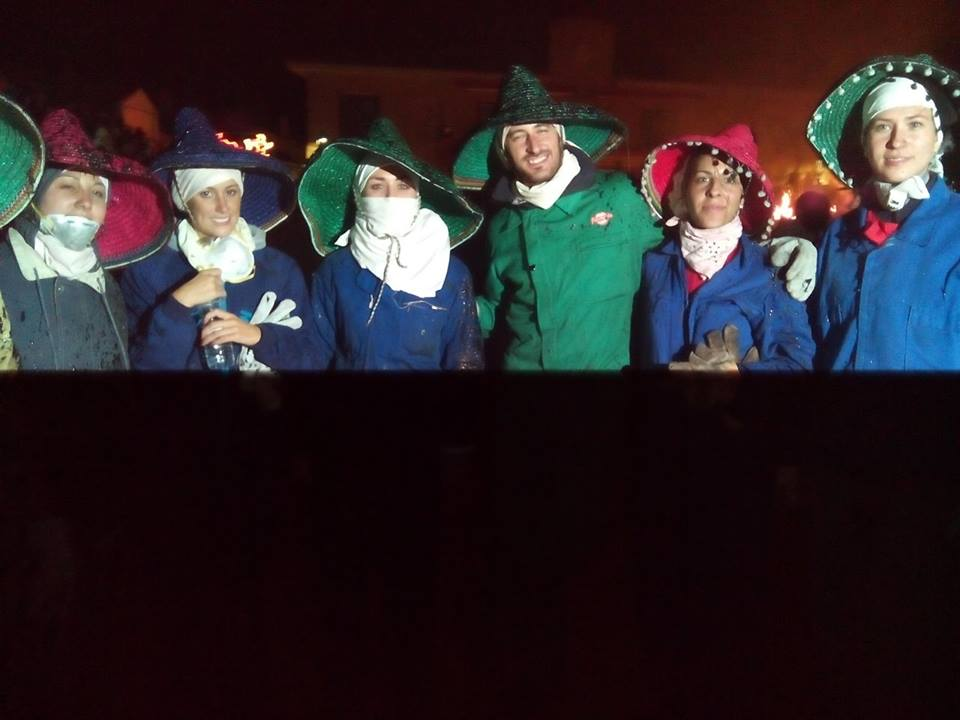
Indumentaria de los portadores de pellejos

Tras la procesión matinal de las 12 de la mañana y la procesión de las 5 de la tarde, los vecinos de Mayorga vuelven a sus casas para sacar de sus baúles ropa vieja, sombreros de paja, guantes en las manos y salir a portar sus varales.

## Los Pellejos
Se trata de pieles de cabrito o cabra curtida que se cubren de pez y se secan al aire. Tras 7 días cubiertos en vino, se vuelven a secar para darles su textura final. Los portadores de estas pieles suelen guardarlos durante varios años para que puedan prender sin dificultad alguna. Sin embargo, hay quienes cubren sus pellejos de gasolina como método alternativo y otros más pacientes quienes esperan a encontrar la siguiente hoguera del recorrido para encontrar suerte con el proceso. Estas pieles cuelgan de largos y pesados varales de madera unidos a alambres de hierro.
Una vez prendidos, los pellejos comienzan a gotear pez ardiente, cubriendo de esta manera las calles del recorrido del Vítor. 
Actualmente el ayuntamiento de Mayorga, quien subvenciona su adquisición, trae pellejos de la zona de Covarrubias, en Burgos.

## La procesión

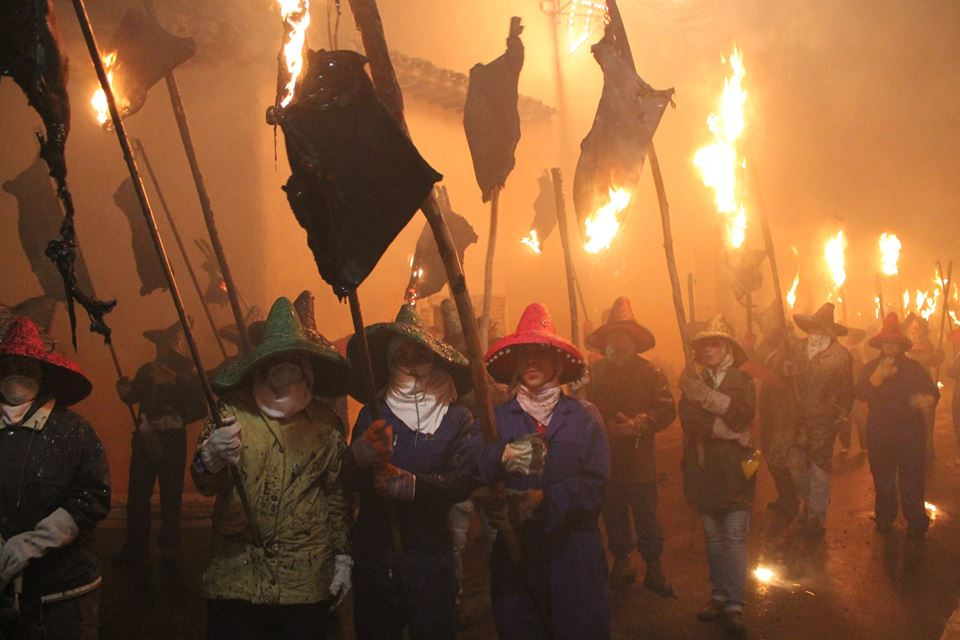
Procesión Cívica del Vítor

La procesión del Vítor comienza cada 27 de septiembre a las 22:30 de la noche con la primera hoguera situada en la Ermita de Santo Toribio y termina alrededor de las 6 de la mañana (dependiendo de la marcha de la procesión) en el punto de origen. La procesión está siempre custodiada por el Vítor o estandarte flanqueado por los mayordomos de la congregación del Vítor.
Cada ciertos puntos del recorrido, los portadores pueden prender sus pellejos de vino en hogueras o, en su defecto, los portadores buscan fuego entre los portadores de los pellejos del recorrido, honrando a su santo patrón. Al mismo tiempo, la procesión transcurre con cánticos peculiares que se entonan una y otra vez a lo largo de la procesión. 
Alrededor de las doce de la noche, los portadores se dirigen a la plaza del pueblo, donde se hace una parada para contemplar los fuegos artificiales, al mismo tiempo que los pellejos siguen en llama. Terminados los fuegos, se canta el himno a Santo Toribio, arrodillados frente a la estampa del santo patrón y Santa Rosa de Lima.  Alrededor de las seis de la madrugada, antes de entrar en la ermita, los portadores de pellejos apagan sus pellejos y colocan sus sombreros de paja en lo alto del varal, rindiendo el último homenaje a Santo Toribio, cantando su himno y la Salve.

## Cánticos
Muchos son los cánticos que se entonan en el recorrido de la procesión del Vítor; sin embargo, hay dos que no pueden faltar. Uno de ellos es el comúnmente denominado por los mayorganos como «el Vítor», entonado una y otra vez a lo largo del recorrido (véase sección 1). Este canto fue creado por Don Marciano y describe cómo los mayorganos guían a la insignia del Vítor, símbolo de honra a su patrón, a la vez que desfilan con sus varales, cantando y bailando durante todo el recorrido.
Otro cántico a destacar es el himno de Santo Toribio, que es cantado tanto al finalizar el evento pirotécnico como al acabar el recorrido del Vítor en la ermita de Santo Toribio (véase sección 2). 
Predomina también otro cántico bajo el título «oh niñas ven», presente tanto durante el transcurso de la procesión como al finalizar la misma (véase sección 3). 

### 1.El Vítor
Muchos mayorganos en la noche de hoy,
portan sus varales con gran devoción,
acompañando al Vítor que es la insignia más gloriosa,
y es el signo más honroso del santo patrón.
Santo Toribio es el hijo de Mayorga,
guía y protector de su pueblo fiel
que no le olvidarán
aunque pasen los tiempos, presentes, futuros,
y todos los demás.
Vamos a la plaza que hay mucho que ver,
fuegos artificiales verás encender,
verás la teas encendidas con la gran algaravía,
recorriendo el redondel muy bien.
Y también verás a las chicas bonitas,
cantar y bailar,
danzar y fumar,
mientras que los muchachos,
joviales y contentos, gozosos, sedientos,
descorchan el champán.

### 2. El himno de Santo Toribio
Brillante sol de América del Sur,
Mayorga fue la cuna de tu luz,
dos mundos pues tu lumbre recorrió,
la misma fe que fulguró en la cruz.
Ángel de paz, nacido en nuestro suelo,
tu corazón, es nuestro corazón,
la sangre real, que corre por tus venas,
aquí brotó mágico raudal (BIS).
Toribio, singular, pastor celoso de tu grey.
Las almas al salvar,
en nombre vas de Cristo Rey.
América te vio cruzar su basta inmensidad,
y al eco de tu voz,
un nuevo mundo vio la paz.
Vuelve ya tu hermoso corazón,
a este pueblo que te dio la vida,
y te implora con tu fe rendida,
tu amorosa y santa bendición (BIS).

### 3.Oh niñas ven
No creas que porque canto tengo el corazón alegre (bis)
que soy como el pajarillo, que si no canta se muere (bis).
Oh niñas ven, y oh niñas ven,
y oh niñas ven y verás,
no te vayas de Mayorga,
que te vas a emborrachar.
Paso ríos, paso puentes, siempre te veo lavando (bis)
la hermosura de tu cara, el agua la va llevando (bis).
Oh niñas ven, y oh niñas ven,
y oh niñas ven y verás,
no te vayas de Mayorga,
que te vas a emborrachar.
Que viva Santo Toribio y este pueblo mayorgano (bis)
y que reine la armonía igual que el año pasado (bis).
Oh niñas ven, y oh niñas ven,
y oh niñas ven y verás,
no te vayas de Mayorga,
que te vas a emborrachar.